# San Lorenzo (Panama)
 For alternative betydninger, se San Lorenzo. (Se også artikler, som begynder med San Lorenzo)
Ruinerne af Fort San Lorenzo er beliggende ved udmundingen af Chagres floden i provinsen Colóni i Panama. Sammen med den befæstede by Portobelo, beliggende 46 km mod nordøst, blev Fort San Lorenzo i 1980 optaget på UNESCOs Verdensarvsliste under navnet "Befæstninger på den Karibiske side af Panama." Disse forter var en del af det defensive system bygget af Spanien for at forsvare den transatlantiske handel. Fortet er et godt eksempel på militær arkitektur fra det 16. og 17. århundrede.